# Xian de Zhenlai
Le xian de Zhenlai (镇赉县 ; pinyin : Zhènlài Xiàn) est un district administratif de la province du Jilin en Chine. Il est placé sous la juridiction de la ville-préfecture de Baicheng.

## Démographie
La population du district était de 315 161 habitants en 1999.